# Лъв (филм)
„Лъв“ (на английски: Lion) е австралийски драматичен филм от 2016 година на режисьора Гарт Дейвис.

## Сюжет
Внимание:  Текстът по-долу разкрива сюжета на произведението (или части от него)!
Петгодишният Сару, от бедно индийско семейство в провинцията, тръгва с по-големия си брат Гуду да търси работа. Веднъж стигайки до гарата, Сару губи брат си и случайно заминава с влак за друг град. Сару попада в сиропиталище и е осиновен от семейство от Австралия. Минават години и възрастният Сару решава да намери своите индийски роднини…

## Актьорски състав
| Актьор           | Роля                                                                                |
| ---------------- | ----------------------------------------------------------------------------------- |
| Дев Пател        | Сару Бриърли – индийско момче, осиновено от австралийско семейство                  |
| Съни Павар       | младия Сару Бриърли                                                                 |
| Руни Мара        | Луси – приятелката на Сару                                                          |
| Дейвид Уенъм     | Джон Бриърли – осиновител на Сару                                                   |
| Никол Кидман     | Сю Бриърли – осиновителка на Сару                                                   |
| Абхишек Бхарате  | Гуду Хан – биологичен брат на Сару                                                  |
| Дивиан Ладва     | Мантош Бриърли – доведен брат на Сару                                               |
| Кешав Джадхав    | младия Мантош                                                                       |
| Приянка Босе     | Камла Мунши – биологичната майка на Сару                                            |
| Рохини Каргая    | Шекила – биологичната сестра на Сару                                                |
| Кхуши Соланки    | младата Шекила                                                                      |
| Дийпти Навал     | Сародж Суд – основателка на Индийското общество за спонсорство и осиновяване (ISSA) |
| Таништа Чатерджи | Нур – жена от Калкута, която за кратко приема младият Сару                          |
| Навазудин Сидики | Рама – познат на Нур                                                                |
| Риди Сен         | кафене, който отвежда младия Сару на властите в Калкута                             |
| Каушик Сен       | полицай в Калкута                                                                   |
| Рита Рой         | Амита – приятелката на Сару в сиропиталището                                        |
| Меник Гунератне  | Свармина – жената, която придружава Сару по време на полетите                       |
| Палави Шарда     | Прама – приятел на Сару от колежа                                                   |
| Сачин Джоаб      | Бхарат – приятел на Сару от колежа                                                  |
| Арка Дас         | Сами – приятел на Сару от колежа                                                    |
| Мадукар Нарлуаде | англоговорящ мъж                                                                    |
| Даниела Фариначи | преподавателка                                                                      |